# Hibbertia pancerea
Hibbertia pancerea är en tvåhjärtbladig växtart som beskrevs av Toelken. Hibbertia pancerea ingår i släktet Hibbertia och familjen Dilleniaceae. Inga underarter finns listade i Catalogue of Life.